# 小行星9377
小行星9377（英語：9377 Metz）是一颗围绕太阳公转的小行星。1993年8月15日，艾瑞克·怀特·埃尔斯特在科索尔发现了此天体。
这颗小行星的绝对星等为329.8313364095771等。